# Pekka Hepoluhta
Pekka Tapio Hepoluhta, född 11 juni 1957 i Helsingfors, är en finländsk målare. 
Hepoluhta studerade vid Fria konstskolan 1978–1982 och vid Konstindustriella högskolan 1979–1982. Han höll sin första utställning 1981 och framstår i dag som en av de intressantaste finländska landskapsmålarna. Hans landskap balanserar mellan det abstrakta och föreställande. Färgerna har både psykologiskt och fysiologiskt intresserat honom mera än motivet. Även i sina renodlade stilleben har han undvikit alltför pregnanta motiv och mera koncentrerat sig på färgen. Ett vardagligt motiv ger enligt honom mera utrymme åt målningen. Han arbetar gärna med äkta pigment framom syntetiska färger. Han har utfört omslagen till tio cd-skivor av Einojuhani Rautavaaras musik. Motiven har varierat från änglar till landskap från Malta. Han har undervisat som timlärare i färglära vid Fria konstskolan från 1990 och vid Konstindustriella högskolan från 1997. 